# U-16 (Kriegsmarine)
U-16 je bila nemška vojaška podmornica Kriegsmarine, ki je bila dejavna med drugo svetovno vojno.

## Zgodovina
U-16 je opravila 3 bojne plovbe, na katerih je potopila 2 ladji s skupno tonažo 3.435 BRT.
25. oktobra 1939 sta britanski patruljni ladji HMS Cayton Wyke in HMS Puffin podmornico napadli in jo poškodovali. Še istega dne so podmornico odkrili na morskem dnu v plitvejši vodi. Umrlo je vseh 28 članov posadke.

## Poveljniki
| Poveljniki |                 |                    |                                       |
| Št.        | Čin             | Ime                | Poveljstvo                            |
| 1.         | Kapitanporočnik | Heinz Beduhn       | 1. maj 1936 - 29. september 1937      |
| 2.         | Kapitanporočnik | Hannes Weingärtner | 30. september 1937 - 11. oktober 1939 |
| 3.         | Kapitanporočnik | Udo Behrens        | 8. oktober 1939 - 17. oktober 1939    |
| 4.         | Kapitanporočnik | Horst Wellner      | 17. oktober 1939 - 25. oktober 1939   |

## Tehnični podatki
| Kategorije                                    | Podatki         |
| --------------------------------------------- | --------------- |
| Teža (t): na površju pod površjem polna Teža  | 279 328 414     |
| Dolžina (m) - tlačni trup (m)                 | 42,70 - 28,20   |
| Širina (m) - tlačni trup (m)                  | 4.08 - 4,00     |
| Izpodriv (m)                                  | 3,90 m          |
| Višina (m)                                    | 8,60            |
| Moč (hp): na površju pod podvršjem            | 700 360         |
| Hitrost (vozlov): na površju pod podvršjem    | 13,0 7,0        |
| Doseg (milja/vozel): na površju pod podvršjem | 3100/8 43/4     |
| Torpeda/Torpedne cevi                         | 5/3 (na premcu) |
| Mine                                          | 12 TMA          |
| Posadka                                       | 22-24           |
| Maksimalni potop (m)                          | 150             |

## Potopljene ladje
| Datum              | Ime                         | Država   | Tonaža    | Usoda                |
| ------------------ | --------------------------- | -------- | --------- | -------------------- |
| 28. september 1939 | Nyland (trgovska ladja)     | Švedska  | 3.378 BRT | potopljena (torpedo) |
| 21. november 1939  | Ste. Claire (ribiška ladja) | Francija | 57 BRT    | potopljena (mina)    |